# Poa aitchisonii
Poa aitchisonii es una especie botánica de pastos de la subfamilia Pooideae. Es originaria de Pakistán Irán y Afganistán.

## Descripción
Planta perenne, con tallos de 25-40 cm de altura, erecta o ascendente, a veces enraizando en los nudos inferiores de las hojas, hojas planas, de 4-10 cm de largo, 2-4 mm de ancho, ± flácidos, de repente se estrecha, escabrido en los márgenes y en ambas superficies; lígula de hasta 1 mm de largo. Panícula lanceoladas a ovadas, 7-10 cm de largo, se contrae en un principio, luego se extiende, las ramas emparejadas, ascendiendo al principio, extendiéndose casi en ángulo recto después de la antesis y suave. Espiguillas con 4-5-flores, ovado-elípticas, 4.5-5.5 mm de largo, verde pálido; Glumas desiguales, la inferior angostamente lanceoladas, subuladas en la vista lateral, 2.5-3 mm de largo, 1-nervada, más amplio superior, 3 - 3,5 mm de largo, 3-nervados; lemas oblongos en vista lateral, 3-3.75 mm de largo, obtusa, glabra o poco ciliadas en la quilla y los nervios marginales, la  palea más corta que el lema, escabrida a lo largo de las quillas; anteras de 1.8-2.5 mm de largo.

## Taxonomía
Poa aitchisonii fue descrita por Pierre Edmond Boissier y publicado en Flora Orientalis 5: 602. 1884.
Etimología
Poa: nombre genérico derivado del griego poa = (hierba, sobre todo como forraje).
aitchisonii: epíteto